# Бекство из затвора (Морнарички истражитељи: Њу Орлеанс)
Епизода Бекство из затвора је 3. епизода 1. сезоне серије МЗИС: Њу Орлеанс. Премијерно је приказана 7. октобра 2014. године на каналу Си-Би-Ес.

## Опис
Сценарио за епизоду је писала Лори Арент, а режирао ју је Тони Вармби.
Кад се аутобус срушио у прокоп што је исходовало да три затвореника која су превожена у војни затвор у Чарлстону побегну и да три чувара и још један затвореник погину, одељење из Новог Орлеанса истражује и ускоро откривају да је један од тих тражени злочинац који представља претњу државној безбедности, а екипа касније открива да је кртица одговорна за цело стање. Директор МЗИС-а Венс и Прајдов друг, колега специјални агент МЗИС-а Лерој Џетро Гибс помажу у истрази која касније доводи Прајда у обрачун са кртицом и угрожава живот Бродијеве.
У овој епизоди се појављују специјални агент Лерој Џетро Гибс и директор Леон Венс. 

## Ликови

### Из серијеМЗИС: Њу Орлеанс
- Скот Бакула као Двејн Касијус Прајд
- Лукас Блек као Кристофер Ласејл
- Зои Меклилан као Мередит Броди
- Роб Керкович као Себастијан Ланд
- К. К. Х. Паундер као др Лорета Вејд

### Из серијеМЗИС
- Марк Хармон као Лерој Џетро Гибс
- Роки Керол као Леон Венс